# Ephialtes decumbens
Ephialtes decumbens är en stekelart som först beskrevs av Henry Keith Townes, Jr. 1960.  Ephialtes decumbens ingår i släktet Ephialtes och familjen brokparasitsteklar. Inga underarter finns listade i Catalogue of Life.